# Rasul Rza
Rasul Rza (azeri:Rəsul Ibrahim oğlu Rzayev), de son vrai nom Rasul Ibrahim oglu Rzayev, né le 6 mai 1910 à Göyçay et mort le 1er avril 1981 à Bakou, est un écrivain azerbaïdjanais, héros du travail socialiste (1980), poète du peuple d'Azerbaïdjan, lauréat du prix de l'État soviétique et le président de l'Union des écrivains d'Azerbaïdjan. Il est le mari de l'écrivaine azerbaïdjanaise Nigar Rafibeyli et le père de l'écrivain Anar Rzayev. Il y a une plaque commémorative sur le bâtiment où les poètes azerbaïdjanais Rasul Rza et Nigar Rafibeyli ont vécu à Bakou. 

## La vie et l’œuvre
Rasul Rza est né le 19 mai 1910 en Azerbaïdjan, région Goychay. Il termine l’école secondaire de la région. Il est diplômé de l'Institut de cinématographie de Moscou. En 1939 Rasul Rza est président de l'Union des écrivains d'Azerbaïdjan, ministre de la Cinématographie d’Azerbaïdjan dans les années 1948-1949. À partir de 1965 il est rédacteur en chef de l'Encyclopédie soviétique azerbaïdjanaise. 
Son premier poème est intitulé «Bu gün » (Aujourd'hui), publié à Tbilissi. Ses écrits multidimensionnels sérieux apparaissent dans les années 1930. Pendant la Grande Guerre patriotique, il publie de nombreux romans appelant à l'esprit patriotique. Il écrit un poème sur Lénine. Dans les années 60, il écrit sur un ton plus philosophique reliant ses romans à la source intellectuelle, à la pensée analytique. Ses poèmes lyriques, ses drames font allusion à une critique soutenue et subtile du régime soviétique, dont il était interdit d'écrire pendant un certain temps. Les compositeurs composent des chansons sur ses poèmes. Les écrivains azerbaïdjanais ont créé la Fondation Rasul Rza et décernent des prix aux meilleurs écrivains.

## Récompenses et médailles
- 1943 - Homme d'art émérite de la RSS d'Azerbaïdjan
- 1951 - Prix Staline de l'URSS (3e degré)
- 1960 - Poète du peuple de la RSS d'Azerbaïdjan
- 1980 - Héros du travail socialiste
- 1980 - Double Ordre URSS de Lénine
- 1980 - Médaille URSS "Faucille et marteau"[3]